# Сторино
Сторино — деревня в Починковском районе Смоленской области России. Входит в состав Васьковского сельского поселения. Население — 20 жителей (2013 год).
Расположена в центральной части области в 17 км к юго-востоку от Починка, в 5 км восточнее автодороги А141 Орёл — Витебск, на берегу реки Чепенка. В 4 км западнее деревни расположена железнодорожная станция Васьково на линии Смоленск — Рославль.

## История
В годы Великой Отечественной войны деревня была оккупирована гитлеровскими войсками в июле 1941 года, освобождена в сентябре 1943 года.